# Onio Della Porta
Onio Della Porta (Vallerano, 9 ottobre 1924 – Vetralla, 28 aprile 1984) è stato un politico italiano.

## Biografia
Esponente viterbese della Democrazia Cristiana. Viene eletto al Senato nel 1972 nella VI legislatura, venendo riconfermato fino alla IX Legislatura. Muore a 59 anni, da senatore in carica, venendo sostituito a Palazzo Madama da Mario Costa.